# Louro vermelho

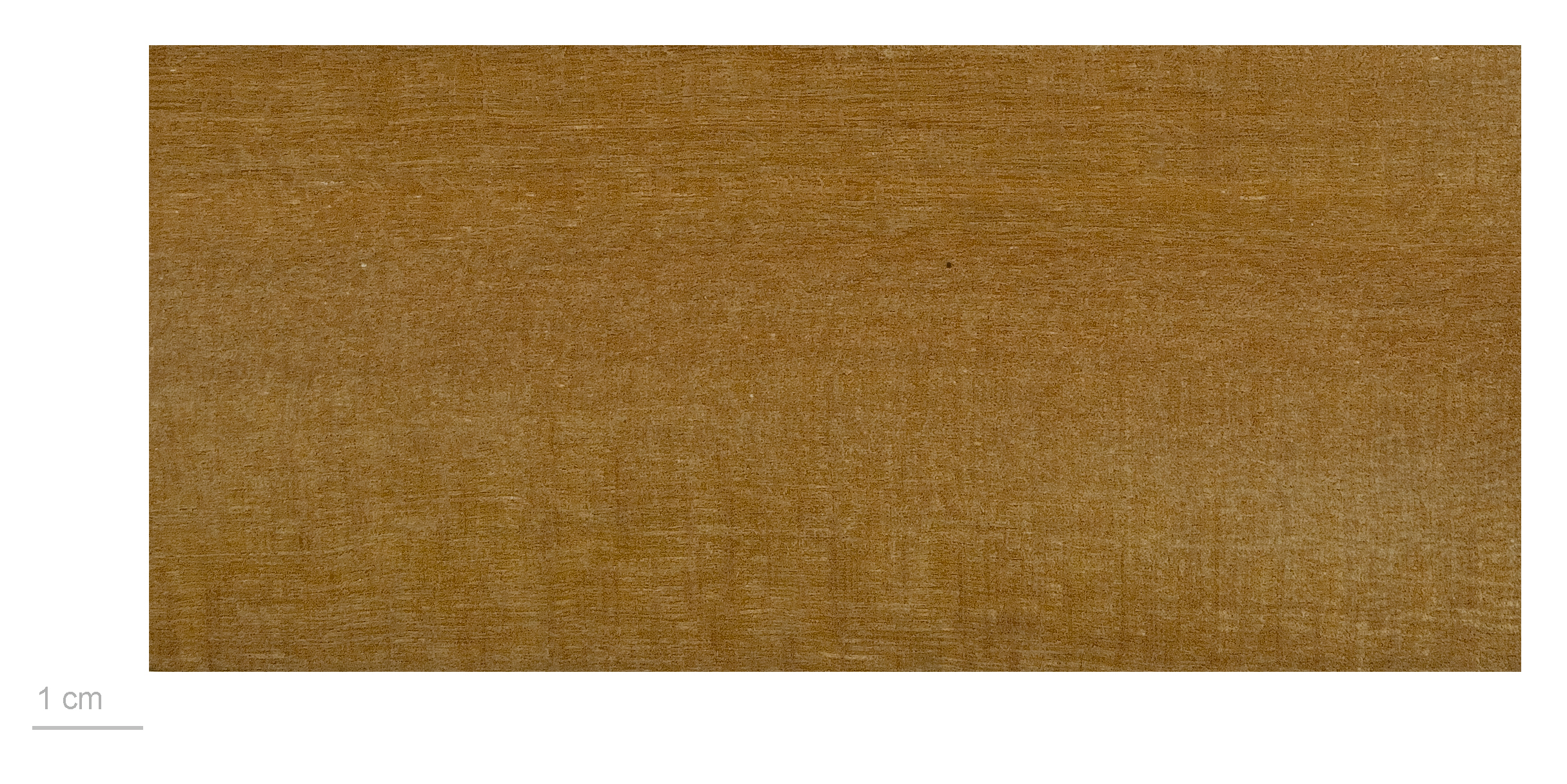
Kwartiers vlak

Louro vermelho is een tropische houtsoort afkomstig uit noordelijk Zuid-Amerika. In Suriname heet het wane of wana, maar als het uit Brazilië komt is dat onder de naam louro vermelho, wat ook de internationale handelsnaam is. Zoals de Braziliaanse naam suggereert is het kernhout rood(achtig) van kleur: licht roodbruin tot geelachtig roodbruin (versgezaagd zalmkleurig).
Het is middelmatig zwaar, en middelmatig in bewerkingseigenschappen. Karakteristiek is dat het hout doortrokken is van een wasachtige substantie, die ertoe leidt dat versgezaagd hout een prikkelende geur verspreidt, dat het hout een meer of minder duidelijke glans heeft en dat het hout moeilijk vocht opneemt of afstaat. Het hout is dan ook lastig te drogen, vooral in wat grotere diktes. Ook is het duurzaam: in Nederland wordt het vooral gebruikt als gevelbekleding en tuinhout.
Het wordt geleverd door een vrij grote boom (tot 45m) uit de familie Lauraceae, die tegenwoordig Sextonia rubra heet, maar vroeger  Ocotea rubra of Nectandra rubra.